# Шумська центральна районна клінічна лікарня
Шумська центральна районна клінічна лікарня — лікувальний заклад у м. Шумську Тернопільської області України.

## Історія
Перша лікарня в Шумську, в якій працював один лікар і одна акушерка, відкрита в 1874 році. Мала вона п'ять ліжок і проіснувала до 1939. Тоді було відкрито лікарню на 20 ліжок. Тут вже працювали лікар, зубний лікар і 5 медсестер.
У 1944 в Шумську відкрито лікарню на 25 ліжок. У 1959 її розширено до 50 ліжок.
У 1961 в районній лікарні введено посаду заступника головного лікаря з медичного обслуговування населення, яку обійняв В. Стасишин. Лікарню розширено до 100, пізніше — 150 (1965), 175 (1970), 200 ліжок (1973).
У 1961 побудовано хірургічний корпус, де розміщено хірургічне і пологове відділення, у 1967 — корпус, у якому розміщено ЛОР і дитяче відділення.
У 1983 завершено будівництво центральної районної лікарні з поліклінікою. Тилявську дільничну лікарню реорганізовано в амбулаторію, а за рахунок її ліжок розширено Шумську лікарню і відкрито неврологічне, гінекологічне та травматологічне відділення.

## Персонал

### Головні лікарі
- Томінський — 1944—1945,
- Ніколаєв — 1945—1946,
- В. Маринюк — 1946—1959,
- Л. Форисюк — 1959—1968,
- В. Стасишин — 1968,
- Юрій Яремович Кушнір — 2017
- Бобровський Андрій Євгенович- 02.01.2018

### Лікарі

#### Працювали
- М. Мишаківський — заступник головного лікаря в 1960-х,
- Г. Козачук — завідувач неврологічного відділення в 1980-х,
- В. Яцюк — завідувач гінекологічного відділення в 1980-х,
- В. Лось — завідувач травматологічного відділення в 1980-х,
- Степан Запорожан — лікар-хірург у 1984—1987,
- Ліна Петрук-Попик — анестезіолог-реанімолог на початку 1990-их,[1]
- Євстахій Романюк — акушер-гінеколог від серпня 1982[2]

#### Працюють
- Ігор Дмитрук[3]